# Paraegle subochracea
Paraegle subochracea là một loài bướm đêm trong họ Noctuidae.